# Les Loges (Calvados)
Les Loges è un comune francese di 143 abitanti situato nel dipartimento del Calvados nella regione della Normandia.

## Società

### Evoluzione demografica
Abitanti censiti